# Strada Statale 394 del Verbano Orientale
Die Strada Statale 394 „del Verbano Orientale“ ist eine italienische Staatsstraße.

## Geschichte
Die Straße wurde 1962 zur Staatsstraße gewidmet und erhielt die Nummer 394 und die Bezeichnung „del Verbano Orientale“.

## Verlauf
Die SS 394 fängt in Varese an und führt in Richtung Nord-Osten. Bei Cittiglio führt sie durch die Valcuvia bis Luino, wo sie die Ostküste des Lago Maggiore erreicht und folgt bis zur Staatsgrenze bei Zenna.